# Шваневеде
Шваневеде (нім. Schwanewede) — сільська громада в Німеччині, розташована в землі Нижня Саксонія. Входить до складу району Остергольц.
Площа — 132,2 км2. Населення становить 20 408 ос. (станом на 31 грудня 2021).